# Équipe de Côte d'Ivoire féminine de football
Cet article traite de l'équipe féminine. Pour l'équipe masculine, voir Équipe de Côte d'Ivoire de football.
Maillots
L'équipe de Côte d'Ivoire féminine de football est l'équipe nationale qui représente la Côte d'Ivoire dans les compétitions majeures du football féminin : la coupe du monde, les Jeux olympiques, le Championnat d'Afrique des nations football féminin. Elle est placée sous l'égide de la Fédération ivoirienne de football (FIF).
Les joueuses sont surnommées « Les Éléphantes » et reçoivent leur visiteur au Stade Robert Champroux de Marcory.

## Classement FIFA
| Année              | 2006 | 2007 | 2008 | 2009 | 2010 | 2011 | 2012 | 2013 | 2014 | 2015 | 2016 | 2017 | 2018 | 2019 | 2020 |
| ------------------ | ---- | ---- | ---- | ---- | ---- | ---- | ---- | ---- | ---- | ---- | ---- | ---- | ---- | ---- | ---- |
| Classement mondial | 73   | 75   | 74   | 92   | 77   | 136  | 68   | 66   | 65   | 63   | 60   | 119  | 68   | 63   | 61   |
| Classement CAF     | 5    | 6    | 7    |      | 7    |      | 6    | 6    | 6    | 6    | 6    |      |      |      |      |

## Palmarès

### Parcours enCoupe du monde
- 1991 : Non inscrit
- 1995 : Non inscrit
- 1999 : Non inscrit
- 2003 : Tour préliminaire
- 2007 : Tour préliminaire
- 2011 : Tour préliminaire
- 2015 : Premier tour
- 2019 : Non qualifié

### Parcours auxJeux olympiques d'été
- 1996 : Non inscrit
- 2000 : Non inscrit
- 2004 : Non inscrit
- 2008 : Tour préliminaire
- 2012 : Tour préliminaire
- 2016 : Tour préliminaire
- 2020 : Tour préliminaire

### Coupe d'Afrique des nations
- 1991 : Non inscrit
- 1995 : Non inscrit
- 1998 : Non inscrit
- 2000 : Non inscrit
- 2002 : Tour préliminaire
- 2004 : Non inscrit
- 2006 : Tour préliminaire
- 2008 : Tour préliminaire
- 2010 : Premier tour
- 2012 : Phase de groupes
- 2014 : Troisième
- 2016 : Tour préliminaire
- 2018 : Tour préliminaire
- 2022 : Tour préliminaire

### Jeux africains
- 2015 : Troisième

### Autres compétitions
- Finaliste du Tournoi féminin de la zone B de l'UFOA en 2018 et 2019[3]

## Effectif
Entraîneur :
- Toure Natogoma Clémentine[4]

Joueuses :
- Thiamalé Ange
- Jeanne Alexise Gnago (capitaine)
- Bohoussou Huguette
- Djelika Coulibaly
- Aguié Sophie
- Bancouly Zita
- Koffi N'guessan
- Atsé Chiepo
- Akaffou Rita
- Kouassi Dibice
- Diakité Binta (Aguilas verdes - Guinée équatoriale)
- Ettien Sasso
- Lago Armelle
- Essoh Jeanne
- Kacou Akou
- Coulibaly Fatou
- Sanogo Maoua (COM Bagneux - France)